# NGC 1173
NGC 1173 is een niet bestaand object in het sterrenbeeld Perseus. Het hemelobject werd op 17 december 1884 ontdekt door de Franse astronoom Guillaume Bigourdan.